# Алмагрейра (Помбал)
Алмагрейра (порт. Almagreira) — район (фрегезия) в Португалии, входит в округ Лейрия. Является составной частью муниципалитета Помбал. По старому административному делению входил в провинцию Бейра-Литорал. Входит в экономико-статистический субрегион Пиньял-Литорал, который входит в Центральный регион. Население составляет 3075 человек на 2001 год. Занимает площадь 43,18 км².